# Encrasicholina
Encrasicholina è un genere di pesci appartenente alla famiglia Engraulidae, comunemente noti come acciughe.

## Tassonomia
Il genere comprende 5 specie:
- Encrasicholina devisi
- Encrasicholina heteroloba
- Encrasicholina oligobranchus
- Encrasicholina punctifer
- Encrasicholina purpurea